# Michel-Vincent Brandoin

Mon Repos

Michel-Vincent Brandoin (* 2. März 1733 in Vevey; † 26. Mai 1790 in Vevey oder 12. Januar 1807 in Morges) war ein auch in England tätiger Schweizer Landschaftsmaler und Radierer.

## Leben und Wirken
Michel-Vincent Brandoin war Sohn des Etienne Brandoin, eines hugenottischen Flüchtlings und Anwalts, und der Suzanne Cornabé. Er heiratete die Engländerin Anne Bathoe.
Brandoin wurde ab 1748 beim Onkel mütterlicherseits in Amsterdam zum Kaufmann ausgebildet. Er beschäftigte sich nebenbei als Autodidakt mit der Malerei. Ab 1756 war er im Tuchhandel tätig.
Er liess sich von 1762 bis 1772 in Chelsea nieder und teilte seine Zeit zwischen Geschäft und Malerei auf. Er nahm Unterricht bei dem Aquarellisten Paul Sandby, Professor für Zeichnen am Royal Military Academy Woolwich. In den Jahren 1768 und 1769 präsentierte Brandoin Aquarelle auf den Ausstellungen der Society of Artists of Great Britain unter dem Namen „Charles Brandoin of Chelsea“. Ab Februar 1770 wurde sein Name unter den Schülern der Royal Academy of Arts erwähnt.
Er schuf hauptsächlich Radierungen, die er oft mit Gouachefarben kolorierte. Er nahm am Künstlerleben Londons teil (daher der Beiname «Brandoin l’Anglais»). Brandoin erzielte einen beachtlichen Erfolg mit einer Reihe von Karikaturen, die er zwischen 1771 und 1772 zeichnete.
Nach seiner Rückkehr nach Vevey 1773 beschäftigte sich Brandoin ab 1775 mit der Bourse française (hugenottischer Vorsorgeinstitut) und malte viele Aquarelle, v. a. Landschaften und Bauprojekte.
Seine Vevey-Zeit ist insbesondere durch eine kontinuierliche Zusammenarbeit mit dem Marmorhersteller Jean-François Doret gekennzeichnet. Zusammen bauten sie in Vevey zwei Brunnen, den Orientalischen Brunnen (1774) und den Saint-Jean-Brunnen (1778), die beide noch vorhanden sind, sowie das Mausoleum der russischen Auswanderin Catherine Orlow in der Kathedrale von Lausanne (1781).